# TUX (webový server)
TUX je webový server implementovaný částečně jako jaderný modul linuxového jádra. Jedná se o svobodný software pod licencí GNU GPL a v době jeho aktivního vývoje byl jeho správcem Ingo Molnár.
Nikdy nebyl zařazen přímo do oficiální distribuce jádra, ovšem některé linuxové distribuce jej distribuovaly jako svou součást, například Red Hat Linux ve verzi 7.1 jej zahrnoval pod jménem Red Hat Content Accelerator. Z výkonnostních i bezpečnostních důvodů uměl přímo poskytovat pouze statické webové stránky, ovšem požadavek na dynamické webové stránky uměl předat aplikaci běžící v uživatelském prostoru (typicky serveru Apache nebo lighttpd). Tímto hybridním způsobem, kdy se sám staral s nižší režií o statický obsah, zatímco žádost na dynamické stránky předával do uživatelského prostoru webovému serveru s vysokou režií, byl také nasazován.
Vývoj jiných technologií nakonec snížil režijní výhody TUXu oproti jiným webovým serverům natolik, že jej jeho tvůrci dále nepovažovali za přínosné udržovat.